# Der Veilchenfresser
Der Veilchenfresser è un film muto del 1926 diretto da Frederic Zelnik. La sceneggiatura si basa sulla commedia omonima di Gustav von Moser del 1876.

## Produzione
Il film fu prodotto dalla compagnia del regista, la casa di produzione berlinese Friedrich Zelnick-Film.

## Distribuzione
Distribuito dalla Deutsche Lichtspiel-Syndikat (DLS), fu presentato a Berlino il 20 settembre 1926. In Portogallo, dove prese il titolo Conquistador de Violetas, uscì il 17 luglio 1929.